# Hadlaub (Gottfried Keller)

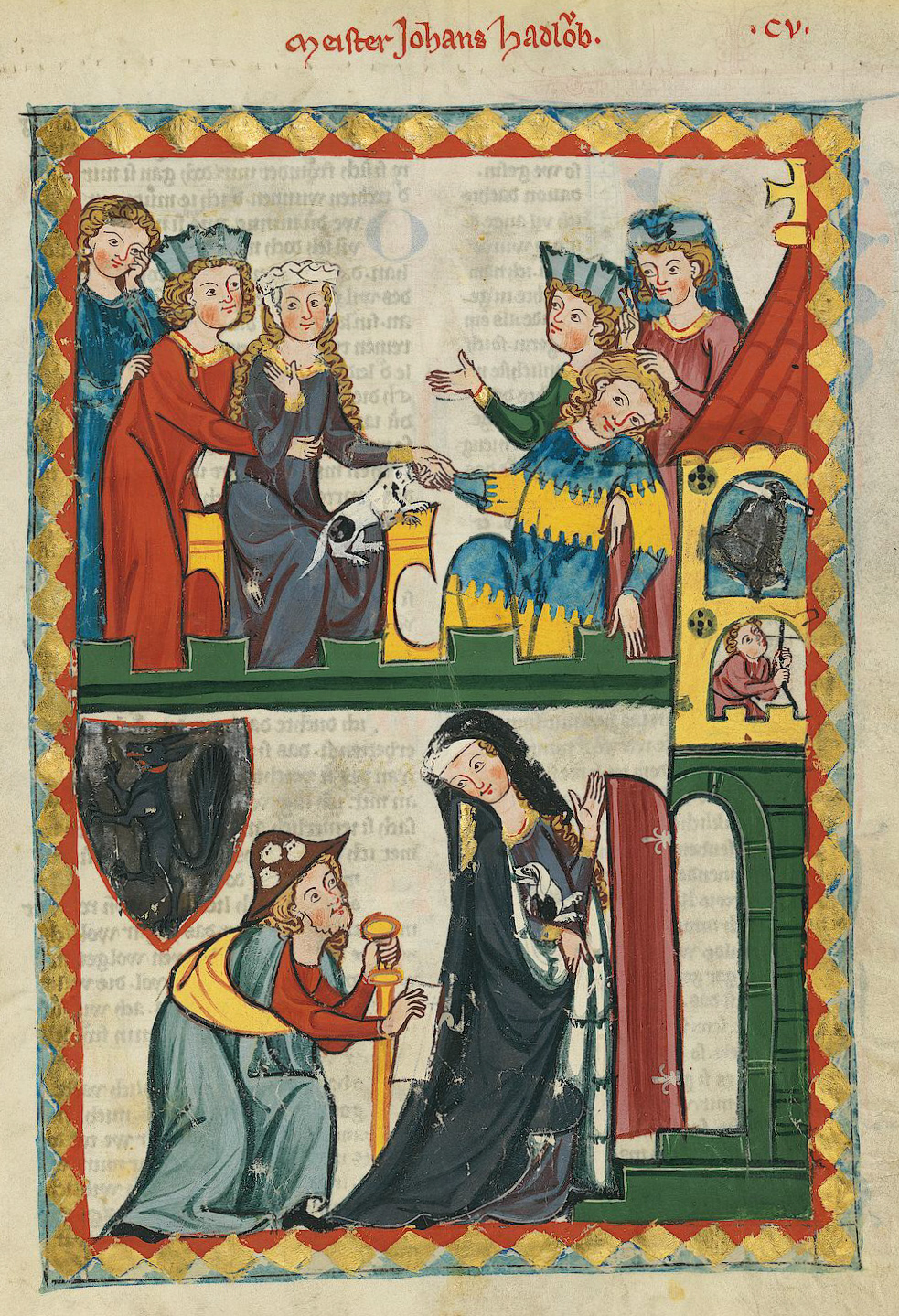
Meister Johannes Hadlaub. Codex Manesse, Tafel 122.

Hadlaub ist der Titel der ersten Züricher Novelle Gottfried Kellers über den spätmittelalterlichen Schweizer Minnesänger Johannes Hadlaub. 1877 wurde sie bei Göschen in Buchform publiziert, nachdem sie zum Teil bereits ein Jahr zuvor in Julius Rodenbergs Zeitschrift Deutscher Rundschau vorabgedruckt wurde.

## Rahmenhandlung
Die Novellen des ersten Bandes, Hadlaub, Der Narr auf Manegg und Der Landvogt von Greifensee, werden durch eine Rahmenerzählung zusammengehalten:
Ende der 1820er Jahre lebte in Zürich ein junger Mann, der von den Dienstboten des Hauses „Herr Jacques“ genannt wurde und davon träumte, wie er als Schriftsteller ein „Original“ – ein ausgefallener und bedeutender Mensch – werden könnte, das sich von den gewöhnlichen Mitbürgern abhebt. Dieser Anspruch führt bei ihm zu einer Schreibblockade. Sein Patenonkel bemerkt seinen Kummer und lädt ihn zu einem Spaziergang zur Manesse-Burgruine Manegg ein, die außerhalb der Stadt oberhalb des Dorfes Leimbach liegt. Von hier aus erblicken sie den Manesse-Ritterturm in der Stadt und der Pate erklärt ihm am Beispiel der spätmittelalterliche Liedersammlung Rüdigers von Manesse seine Auffassung von einem Original: Wer bei seinen Unternehmungen „etwas Tüchtige leistet, und wenn dieses auch nichts Unerhörtes und Erzurspüngliches ist“, so habe dies „immer den Habitus eines Selbständigen und Originalen“ und werde sich im Gedächtnis der Menschen erhalten.  Auf dem Rückweg erzählt er Jacques die Geschichte vom Liedersammler und Minnesänger Hadlaub.

## Inhalt
Freifrau Kunigunde, die allein auf Schloss Schwarzwasserstelz lebt, bekommt zur Zeit des Königs Rudolf von Habsburg (1273–1291) eine uneheliche Tochter namens Fides, deren Vater der Reichskanzler und spätere Bischof Heinrich von Klingenberg ist. Mit sieben Jahren gibt sie das Kind nach Zürich, wo es im Haus des Rüdiger Manesse erzogen wird. Sie selbst geht in das Kloster des Bischofs von Konstanz, Heinrich von Klingenberg, wo sie Fürstäbtissin wird.
Der Chorherr und Vorsteher der Singschule am Großmünsterstift Konrad von Mure nimmt sich seiner Schülerin an und besucht eines Tages mit ihr seinen Bekannten Ruoff oder Rudolf am Hadelaub, einen Bauern, auf dessen abgelegenen Hof im Gebirge. Dort lernt sie dessen Sohn Johannes kennen. Der Stiftsherr möchte ihn gerne mitnehmen, um ihn an der Schule des Zürcher Grossmünsters zu unterrichten; doch Rudolf ist dagegen. Erst Jahre später, nachdem sein zweiter Sohn ein kräftiger Bursche geworden ist, der seine Arbeit auf dem Bauernhof einmal fortsetzen könnte, ist er einverstanden, und Johannes wird in die Stiftsschule aufgenommen. Dort lernt er von Konrad von Mure lesen und schreiben sowie Latein und stellt sich als sehr begabt heraus. Er arbeitet nach Jahren in der Singschule und der Bücherei als Schreiber verschiedener Herren.
Nach Konrads Tod nimmt sich Manesses Sohn Johannes, der Kustos der Bibliothek seines Vaters, seiner an und führt ihn eines Tages als Spielmann in die Gesellschaft am Manesse-Hof ein. Anwesend sind neben dem Gastgeber der Bischof Heinrich von Konstanz, seine frühere Geliebte, die Fürstäbtissin von Zürich Kunigunde, ihre über ihre Familiensituation unglückliche Tochter Fides,  Elisabeth von Wetzikon und die Minnesänger Jakob von Wart und Graf Friedrich von Toggenburg. Johannes Hadlaub trägt nach ihrem Wunsch einige Lieder vor. Als die von seinem Vortrag angetanen Gäste von ihren privaten Liedersammlungen erzählen, schlägt Manesse vor, alle diese Minnelieder abzuschreiben und in einem Sammelband zu archivieren. Der anwesende Bischof Heinrich ist von der Idee begeistert, und sie beschließen, dass der junge Johannes Hadlaub der richtige für diesen Tätigkeit sei. Johannes ist einverstanden, zumal er sich in die jugendliche Fides, die er noch als Kind in Erinnerung hat, verliebt.
In der nächsten Zeit ist Johannes unterwegs in Städten, Klöstern und Burghäusern und sammelt alle Minnelieder, die er findet, schreibt sie ab und archiviert sie. Im Herbst dichtet er sein erstes Minnelied und sucht eine Gelegenheit, es Fides unbemerkt zuzustecken. Er findet heraus, dass sie jeden Morgen zur Frühmesse ins Frauenmünster geht, verkleidet sich als Pilger und befestigt, als sie die Kirche verlässt, sein Gedicht mit einem Angelhaken an ihrem Mantel. Danach kehrt er zum Bauernhof seiner Eltern zurück.
Nachdem er während der Winterzeit bei seinen Aufenthalten im Manesse-Turm von Fides nichts gehört hat, macht er an einem Maitag eine Wanderung auf die Hirslander Höhen zur Biberlinsburg bei Zürich. Als ihm auf einem Pfad plötzlich Fides entgegenkommt, n gehen sie verlegen grußlos aneinander vorbei. Er hält die Situation in einem Lied fest, schreibt weitere Gedichte und schickt sie auf geheimen Wegen an Fides. Da er keine Antworten erhält, gewöhnt er sich an die Situation des Minneritters der hohen Frau gegenüber.
Fides liest die Briefe, sie gefallen ihr, aber sie weiß nicht, wie sie sich verhalten soll, und fragt ihren Pflegevater Rüdiger Manesse um Rat. Dieser erkennt, dass es sich um keine Abschriften, sondern um neue Minnedichtungen im Stil der alten, bekannten handelt und in seiner Sammlerleidenschaft überredet er sie, die Briefe nicht zurückzuweisen, sondern durch schweigende Zurückhaltung den jungen Mann zu weiteren Gedichten zu animieren, die er in die Manesse-Liederhandschrift eingefügt wolle. Bestätigt wird Manesse durch den Bischof Heinrich. Dieser sieht in dem Minnespiel eine Möglichkeit, seine ernsthafte und oft traurige Tochter ins heitere Gesellschaftsleben zu ziehen und ihre Entwicklung zu fördern. Er hat bereits nach dem Kauf der Stadt Kaiserstuhl und der Burg Röteln, die damit verbundenen Lehnsverhältnissen mit Wasserstelz geregelt und für seine Tochter die Erbfolge der Besitzungen ihrer Mutter gesichert. Nun will er durch „den Frauendienst“ ihre gesellschaftliche Stellung und die Möglichkeit einer guten Heirat verbessern. Der Kontakt mit dem liebenswürdigen Spielmann Johannes könnte Fides aufzuheitern und dem Leben zuzuwenden. Wie Manesse geht er davon aus, dass es sich nur um eine Beziehung der „hohen Minne“ handele und dass Johannes „die Dame seiner Lieder als weit über ihm stehend und im Ernste als unerreichbar betrachte“. Deshalb wurde jetzt Hadlaubs Minnewerben für Fides offenkundig gemacht und in den gesellschaftlichen Rahmen einbezogen und Fides gewöhnte sich an ihre Rolle. Als Johannes’ Minnesänger-Sammlung so weit fortgeschritten ist, dass sie der Gesellschaft präsentiert werden kann, veranstaltet Manesse im Herbst ein Jagdfest auf seiner Burg Manegg. Hadlaub stellt der Versammlung die einzelnen Sänger vor. Die Bücher und die Bebilderungen, u. a des anwesenden Jakob von Wart, werden herumgereicht und kommentiert. Als Höhepunkt des Festes setzt die verschämte Fides, durch ihre Eltern immer wieder ermuntert, dem in den Kreis der Minnesänger aufgenommenen „Meister Johans Hadlaub“ einen Rosenkranz auf den Kopf, spricht traditionsgemäß: „Gott grüße meinen Gesellen“ und schenkt ihm  eine Nadelbüchse aus Elfenbein.
Johannes verreist nun für längere Zeit, um weitere Lieder zu sammeln, und erhält in Wien von einem alten Sänger dessen Sammlung, die auch Lieder des Kürenbergers enthält. Er schreibt auch selbst, angeregt durch das Leben der Bauern, Ernte-, Herbst- und Winterlieder sowie weitere Minnelieder für Fides. Als er nach einem Jahr nach Zürich zurückkehrt, erfährt er, dass Fides inzwischen als Freiin von Wasserstelz auf dem Schloss ihrer Mutter lebt, dass der Ritter Graf Wernher von Homberg auf Rapperswyl sie „in Minne besingt“ und dass ihre Eltern eine Ehe mit Standeserhöhung ihrer unehelichen Tochter unterstützen würden. Der Ritter sieht in dem zurückgekehrten Hadlaub einen Rivalen, lässt ihn den Standesunterschied in der Gesellschaft spüren und überwacht Fides Schloss. Diese sieht Johannes in der Gefahr eines Anschlags, lässt ihn heimlich in ihre Wasserburg holen und versteckt ihn vor seinem Rivalen und seinen Freunden. Sie vergewissert sich der Liebe ihres Minnesängers über die höfischen Rituale der Verehrungskonvention hinaus, er rührt sie mit dem Vortrag von Kürenbergers Falkenlied und sie verlobt sich mit ihm.
Zu deren offizieller Bekanntmachung lädt sie ihre Eltern und die Freunde des Manesse-Kreises ein. Nach anfänglichem Unwillen Klingenbergs und der Verwunderung der adligen Gäste treten Manesse und Ruoff vom Hadelaub für den Sänger ein. Sein Vater hat Johannes ein Haus am neuen Markt in Zürich gekauft und zudem ist durch sein Erbe vermögend. An seiner Seite und mit Unterstützung der Schwiegereltern wird Fides Bürgerin „im Schirme der Stadt“, ihr Wasserschloss überlässt sie ihrer Tante.

## Die Quellen der Hadlaub-Novelle

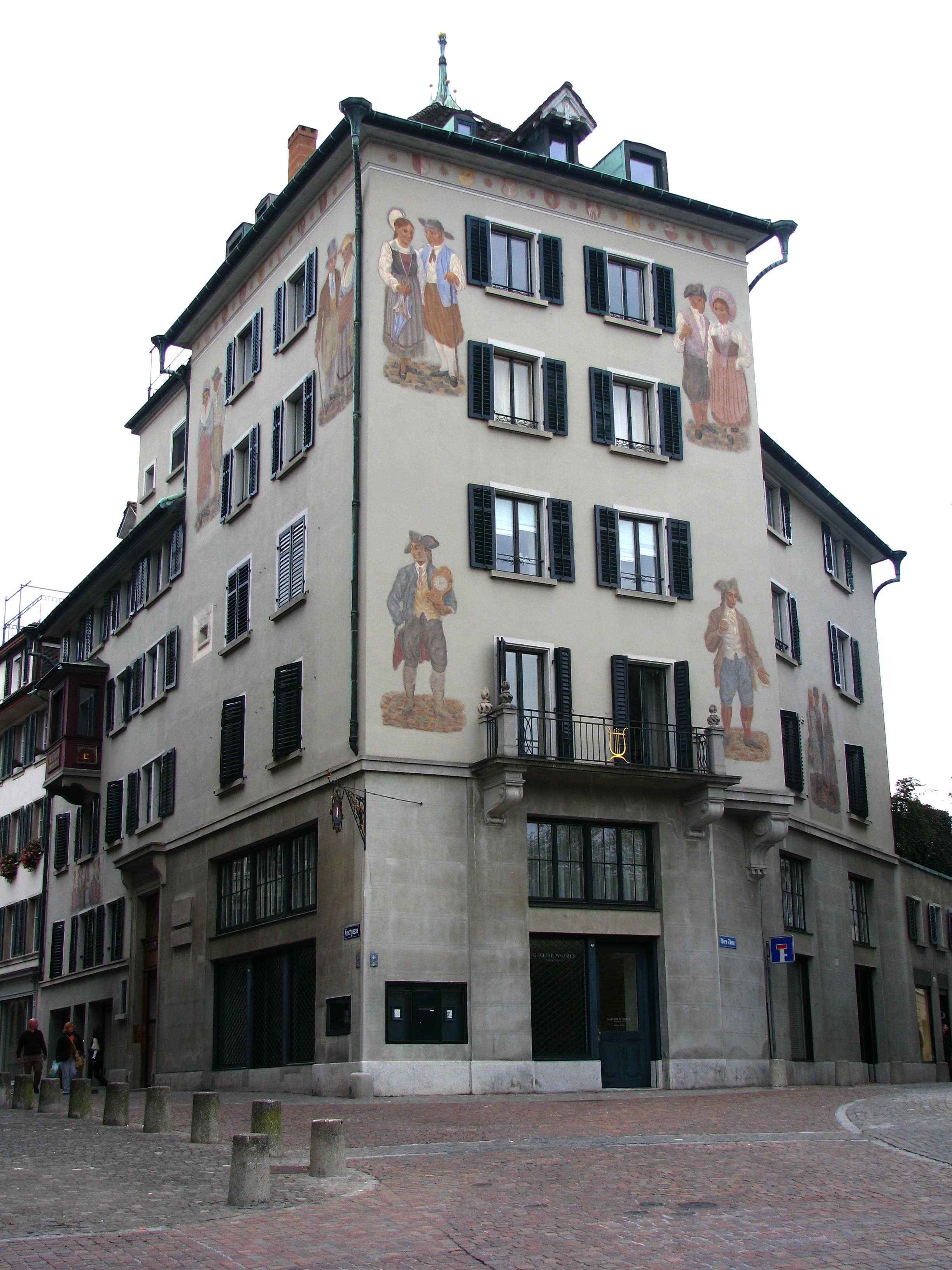
Wohnturm der Ritterfamilien Manesse (13. Jh.). Gottfried Kellers Dienstwohnung (1861–74) als Erster Staatssekretär des Kantons Zürich lag im 2. Stock.

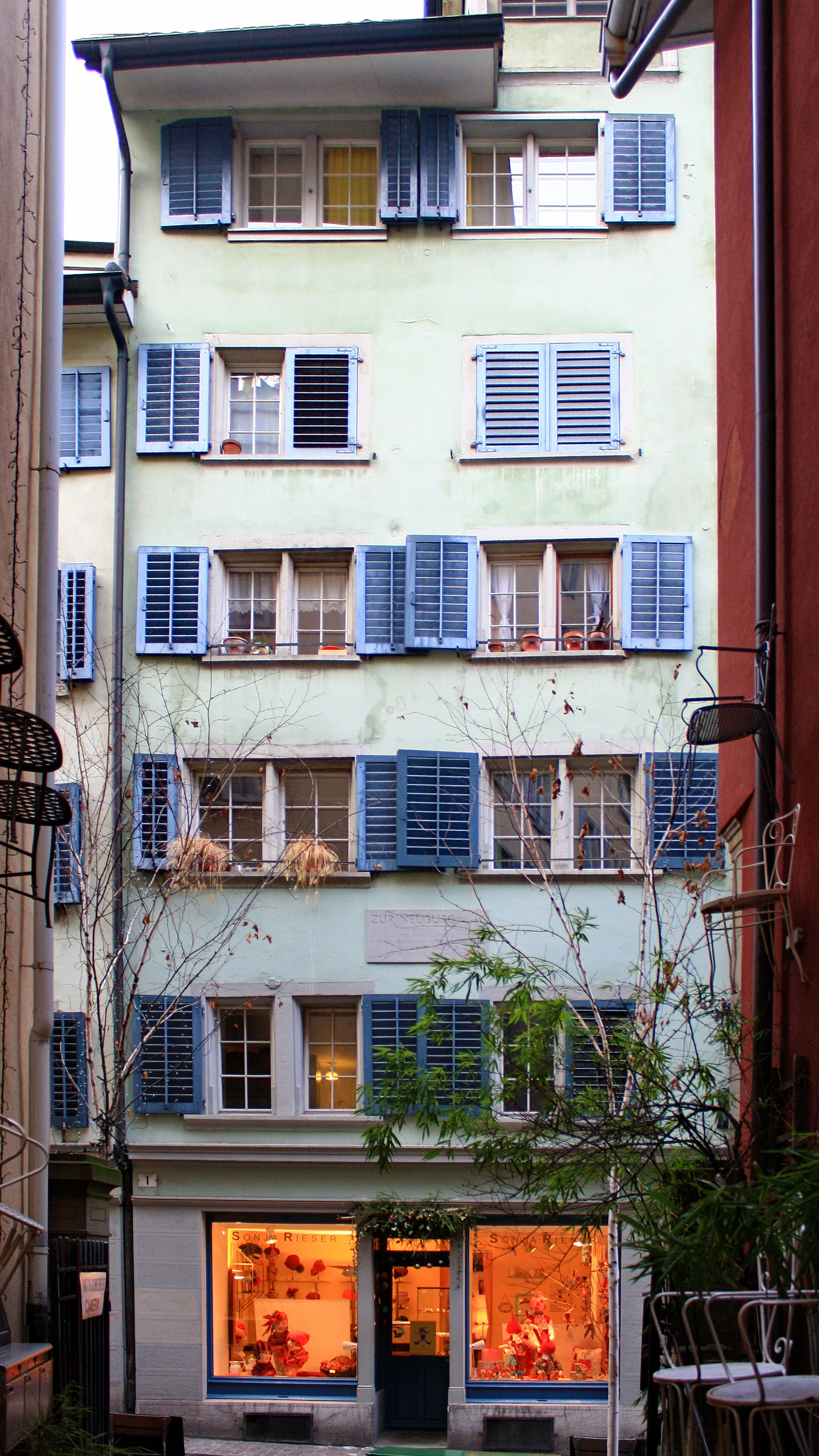
Das Wohnhaus des Züricher Bürgers Johannes Hadeloube (vermutlich der Lyriker Hadlaub) am Neumarkt.

Die Landschaft und zwei historische Häuser seiner Erzählung kennt Keller aus eigener Erfahrung: Zürich und die Umgebung, das vermutliche Wohnhaus des Minnesängers Johannes Hadeloube und seiner vermögenden Frau am Neumarkt, der Manesse-Wohnturm.
Seine Hauptquelle sind Hadlaubs Zeugnisse über Manesses Liederbüchersammlung und seine Lieder. Der Sprecher der Lieder, das lyrische Ich, schildert seine seelische Situation als unglücklich Liebender in einem gesellschaftlichen Umfeld bekannter historischer Personen der Oberschicht. Wie zu seiner Zeit üblich, las Keller die Ich-Aussagen des Dichters autobiographisch und nahm sie als Erzählkern seiner Novelle. Die historischen Personen band er, in Anpassung an historische Quellen (Rüdiger und Johannes Manesse, Bischof von Basel Heinrich von Klingenberg, Fürstäbtissin Kunigunde von Wasserstelz, Leuthold von Regensberg, Werner von Homberg u. a.) in das in Zürich und Umgebung spielende Handlungsgefüge ein und erfand eine Liebesgeschichte zwischen Kunigunde und Heinrich von Klingenberg mit der Folge einer unehelichen Tochter, Fides, als Vorgeschichte und dann, in der Haupthandlung, ein Minneverhältnis zwischen dem Bauernsohn Hadlaub und Fides.
Die zu den „Erzählliedern“ oder auch „Romanzen“ gerechneten Lieder Nr. 2 und 3 und die beiden dazu passenden Illustrationen dienten Keller als Einstieg in die höfische Minnehandlung: In der Verkleidung als Pilger steckt Johannes sein erstes Liebesgedicht der umworbenen adeligen Frau vor der Kirche zu. Auf dem zweiten Bild reicht die „edele frouwe“ dem ihr huldigenden Minnesänger nach dem gesellschaftlichen Ritus die Hand und löst den Handschlag, da er nicht loslässt, durch einen Biss. Nach Zureden durch ihre Begleiter schenkt sie dem jungen Mann eine Nadelbüchse aus Elfenbein.
Für weitere Begegnungen mit Fides wählt der Autor eine Wanderung auf die Hirslander Höhen zur Biberlinsburg bei Zürich und für die Ernennung zum Meister das Jagdfest auf Manesses Burg Manegg. Die Entwicklung der Beziehung zwischen Johannes und Fides verbindet Keller mit Manesses Sammlerleidenschaft, der seine Pflegetochter überredet, die Gedichtbriefe nicht zurückzuweisen, sondern durch schweigende Zurückhaltung den jungen Mann zu weiteren zu animieren, die in die Manesse-Liederhandschrift eingefügt werden.
Die autorbezogene, biographische Ausdeutung Kellers war auch in der Literaturwissenschaft des 19. und teilweise des 20. Jahrhunderts verbreitet und entsprechend fasst die ältere Forschungsliteratur (u. a. Schleicher) die historisch belegten Personen, die Hadlaub in seinen Erzählliedern erwähnt, als biografische Zeugnisse auf.
Die neuere Forschung unterscheidet dagegen zwischen dem Sprecher des Gedichts und dem Dichter, sieht den autobiographischen Bezug und die dokumentarische Bedeutung der Romanzen kritisch und deutet die Verbindung der konkreten Handlung mit dem Innenleben des sprechenden Ichs primär unter dem Aspekt der literarischen Muster und der dichterischen Leistung. Nach Schiendorfer verschmelzen in Hadlaubs Liedern die „pseudobiografische Rahmenhandlung“ und die „subjektive Minnereflexion“ miteinander. Die erzählende Handlung integriere bekannte Personennamen, Liebesereignisse sowie verschiedene Elemente traditioneller Minne-Konzepte.
Neue wissenschaftliche Methoden ermöglichten eine immer genauere Datierung Hadlaubs biographischer Daten und der erhaltenen Dokumente. Während Keller und die ältere Forschung, ausgehend von Hadlaubs Fürsten- und Fürstinnen-Lob, von einem literarischen Zirkel um Rüdiger Manesse, Heinrich von Klingenberg und die Züricher Fürstäbtissin Elisabeth von Wetzikon ausgehen, der Hadlaub unterstützt und mit der Liedersammlung beauftragt hat, wird heute diese Annahme in Frage gestellt. Auch der Anteil Klingenbergs bzw. Manesses am Zustandekommen der Weingartner oder der Großen Heidelberger (Manessischen) Liederhandschrift ist ungeklärt.